# أليكس ريد (لاعب كرة قدم أسترالي)
أليكس ريد (بالإنجليزية: Alex Read)‏ هو لاعب كرة قدم أسترالي في مركز الهجوم، ولد في 22 نوفمبر 1991 في Belmont, New South Wales ‏ في أستراليا. لعب مع ليك ماكوياري أفسي.

## وصلات خارجية
- أليكس ريد (لاعب كرة قدم أسترالي) على موقع قاعدة بيانات كرة القدم.إي يو (الإنجليزية)
- أليكس ريد (لاعب كرة قدم أسترالي) على موقع عالم كرة القدم.نت (الإنجليزية)